# Операционализам
Операционализам је филозофско-методолошка доктрина неопозитивизма, према којој су смисаони само они научни појмови и судови који се могу проверити и операционално дефинисати. Доктрина операционализма нарочито је утицала на бихевиоризам. Позивајући се на ову доктрину, бихевиористи су избацили као метафизичке, спекулативне и ненаучне све менталистичке појмове.